# Декодер
Декодер је уређај који ради супротно од кодера тј. „обрће“ кодирање да би се добила првобитна информација. Обично се користи само обрнут метод тј. инверзибилна функција од кодирања.
У дигиталној електроници декодер би било логичко коло са више улаза и излаза које претвара кодирани улаз у кодирани излаз, с тим да су улазни и излазни кодови различити. Веома је чест случај декодирања n у 2. За сваку комбинацију улазних бита само један излаз има вредност док сви остали имају вредности 0. Ако се декодеру дода улаз под називом ENABLE, који пружа могућност да се сва I кола затворе са EN=0, онда се комбинацијом декодера са мање излаза могу градити декодери са више излаза.
У општијем смислу декодирање може бити и процес који обавља софтвер, а увек је повезан са претходним процесом кодирања, и обавља га програм који један низ битова пресликава у други низ битова (првобитни, како је изгледао пре процеса кодирања).
Најједноставније декодерско коло би било И логичко коло, пошто је његов излаз 1 (висок) једино када му је и улаз 1.
Мало је сложенији декодер који остварује бинарно декодирање n у 2. Оваква врста декодера је комбинаторно коло за претварање бинарне информације састављене од n кодираних улаза у само један од највише 2 излаза.